# Abelardo Castillo
Pour les articles homonymes, voir Castillo.
 (février 2025).
Le contenu est difficilement compréhensible vu les erreurs de traduction, qui sont peut-être dues à l'utilisation d'un logiciel de traduction automatique.
 (février 2025).
La mise en forme du texte ne suit pas les recommandations de Wikipédia : il faut le « wikifier ».
Les points d'amélioration suivants sont les cas les plus fréquents. Le détail des points à revoir est peut-être précisé sur la page de discussion.
- Les titres sont pré-formatés par le logiciel. Ils ne sont ni en capitales, ni en gras.
- Le texte ne doit pas être écrit en capitales (les noms de famille non plus), ni en gras, ni en italique, ni en « petit »…
- Le gras n'est utilisé que pour surligner le titre de l'article dans l'introduction, une seule fois.
- L'italique est rarement utilisé : mots en langue étrangère, titres d'œuvres, noms de bateaux, etc.
- Les citations ne sont pas en italique mais en corps de texte normal. Elles sont entourées par des guillemets français : « et ».
- Les listes à puces sont à éviter, des paragraphes rédigés étant largement préférés. Les tableaux sont à réserver à la présentation de données structurées (résultats, etc.).
- Les appels de note de bas de page (petits chiffres en exposant, introduits par l'outil «  Source ») sont à placer entre la fin de phrase et le point final[comme ça].
- Les liens internes (vers d'autres articles de Wikipédia) sont à choisir avec parcimonie. Créez des liens vers des articles approfondissant le sujet. Les termes génériques sans rapport avec le sujet sont à éviter, ainsi que les répétitions de liens vers un même terme.
- Les liens externes sont à placer uniquement dans une section « Liens externes », à la fin de l'article. Ces liens sont à choisir avec parcimonie suivant les règles définies. Si un lien sert de source à l'article, son insertion dans le texte est à faire par les notes de bas de page.
- La présentation des références doit suivre les conventions bibliographiques. Il est recommandé d'utiliser les modèles {{Ouvrage}}, {{Chapitre}}, {{Article}}, {{Lien web}} et/ou {{Bibliographie}}. Le mode d'édition visuel peut mettre en forme automatiquement les références.
- Insérer une infobox (cadre d'informations à droite) n'est pas obligatoire pour parachever la mise en page.

Pour une aide détaillée, merci de consulter Aide:Wikification.
Si vous pensez que ces points ont été résolus, vous pouvez retirer ce bandeau et améliorer la mise en forme d'un autre article.
Abelardo Castillo, né le 27 mars 1935 à Buenos Aires et mort le 2 mai 2017 dans la même ville, est un écrivain et journaliste argentin. Considéré comme l'un des plus grands écrivains de la littérature argentine du XXe siècle, son œuvre compte quatre romans, cinq livres de contes, quatre livres d'essais et trois oeuvres de théâtre pour lesquels il remporta de nombreuses distinctions et prix nationaux et internationaux,. Impliqué dans des ateliers littéraires et des revues culturelles qui formèrent une génération d'écrivains et de lecteurs contemporains, il a été traduit dans une dizaine de langues,.
Abelardo Castillo est né le 27 mars 1935 dans la ville de Buenos Aires, en Argentine. En 1946, il quitte la capitale avec son père pour la ville de San Pedro, où il y réside jusqu'en 1952, date où il retourne à Buenos Aires.
En 1959, il remporte le premier prix de la revue Gaceta Literaria pour sa pièce L'autre Judas. La même année, il fait la connaissance  d'Arnoldo Liberman et de Humberto Constantini, avec qui il fonde Le grillon de papier —continuée sous le nom Le scarabée d'or—, une revue littéraire caractérisée par son idéologie de gauche, son adhésion à l'existentialisme, révélateur de  l'engagement sartrien de Castillo. En 1960, conséquence du Plan CONINTES du gouvernement d'Arturo Frondizi, l'usine Stilcograf, lieu d'impression de la revue, ferme ses portes. Castillo publie ses premiers contes et gagne avec son conte «Volvedor» le prix du concours de la revue Vea y Lea, avec un jury composé de Jorge Luis Borges, Adolfo Bioy Mariais et Manuel Peyrou.
Le Scarabée d'or a cherché à influencer une grande partie de la zone latinoaméricaine et est considérée comme une des revues littéraires les plus représentatives de la génération de 60. Des intellectuels comme Juillet Cortázar, Carlos Sources, Miguel Ángel les Asturies, Augusto Ronge Bastos, Juan Goytisolo, Félix Grand, Ernesto Sabato, Roberto Fernández Retamar, Beatriz Guido et Dalmiro Sáenz, entre autres, y collaborèrent. Les auteurs Liliana Heker, Ricardo Piglia, Sylvia Iparraguirre, Humberto Constantini, Miguel Briante, Jorge Prenez, Alejandra Pizarnik, Isidoro Blaisten et Bernardo Jobson, entre beaucoup d'autres, y publièrent pour la première fois leur écrits.
En 1961, l'éditorial Goyanarte de la ville de Buenos Aires a publié son premier livre de contes, Les autres portes. Un jury composé de Juan Rulfo, José Bianco, Guillermo Cabrera Infant et José Antonio Portuondo lui décernèrent la première place du Premio Casa de las Américas de Cuba pour Les autres portes.
En 1976 il se marie avec l'écrivaine Sylvia Iparraguirre.
En 1977, il fonde aux côtés de Liliana Heker et Sylvia Iparraguirre El Ornitorrinco, revue de résistance culturelle au Procès de Réorganisation Nationale, publiée  jusqu'en 1986 (soit plusieurs années après le retour de la démocratie en Argentine). Castillo a été ajouté en 1979 dans les «listes noires» d'intellectuels interdits pendant la dictature.

## Décès
Castello meurt dans la Ville de Buenos Aires le 2 mai 2017, à l'âge de 82 ans, en raison de complications postérieures à une chirurgie intestinale dont il ne put récupérer.

## Œuvre

### Romans
- 1968 : La maison de cendre
- 1985 : Celui qui a soif
- 1991 : Chronique d'un initié
- 1999 : L'évangile selon Van Hutten

### Contes
- 1962 : Les autres portes
- 1966 : Contes cruels
- 1976 : Les panthères et le temple
- 1992 : Les machines de la nuit
- 2005 : Le miroir qui tremble

Anthologies
- 1972 : Les mondes réels (contes complets, rééditions en 1982, 1997, 2003 et 2005)
- 1982 : Le croisement de l'Achéron
- 2013 : Le candélabre d'argent
- 2016 : Du monde que nous avons connu

### Théâtre
- 1961 : L'autre Judas
- 1964 : Israfel
- 1968 : Trois drames
- 1995 : Théâtre complet
- 2011 : L'autre Judas, Le monsieur Brecht dans le Salon Doré, Salomé
- 2023 : Théâtre réuni

### Essais
- 1964 : Discussion critique à la crise du marxisme
- 1989 : Les mots et les jours
- 2005 : Être écrivain
- 2010 : Desconsideraciones
- 2023 : Essais réunis[8]

### Autres
- 1997 : Le métier de mentir (entrevues avec María Fasce)
- 2014 : Quotidiens (1954-1991)
- 2019 : Quotidiens (1992-2006)
- 2022 : La fête secrète (poésie)